# Poa mongolica
Poa mongolica là một loài thực vật có hoa trong họ Hòa thảo. Loài này được (Rendle) Keng miêu tả khoa học đầu tiên năm 1957.